# Регалії данської корони

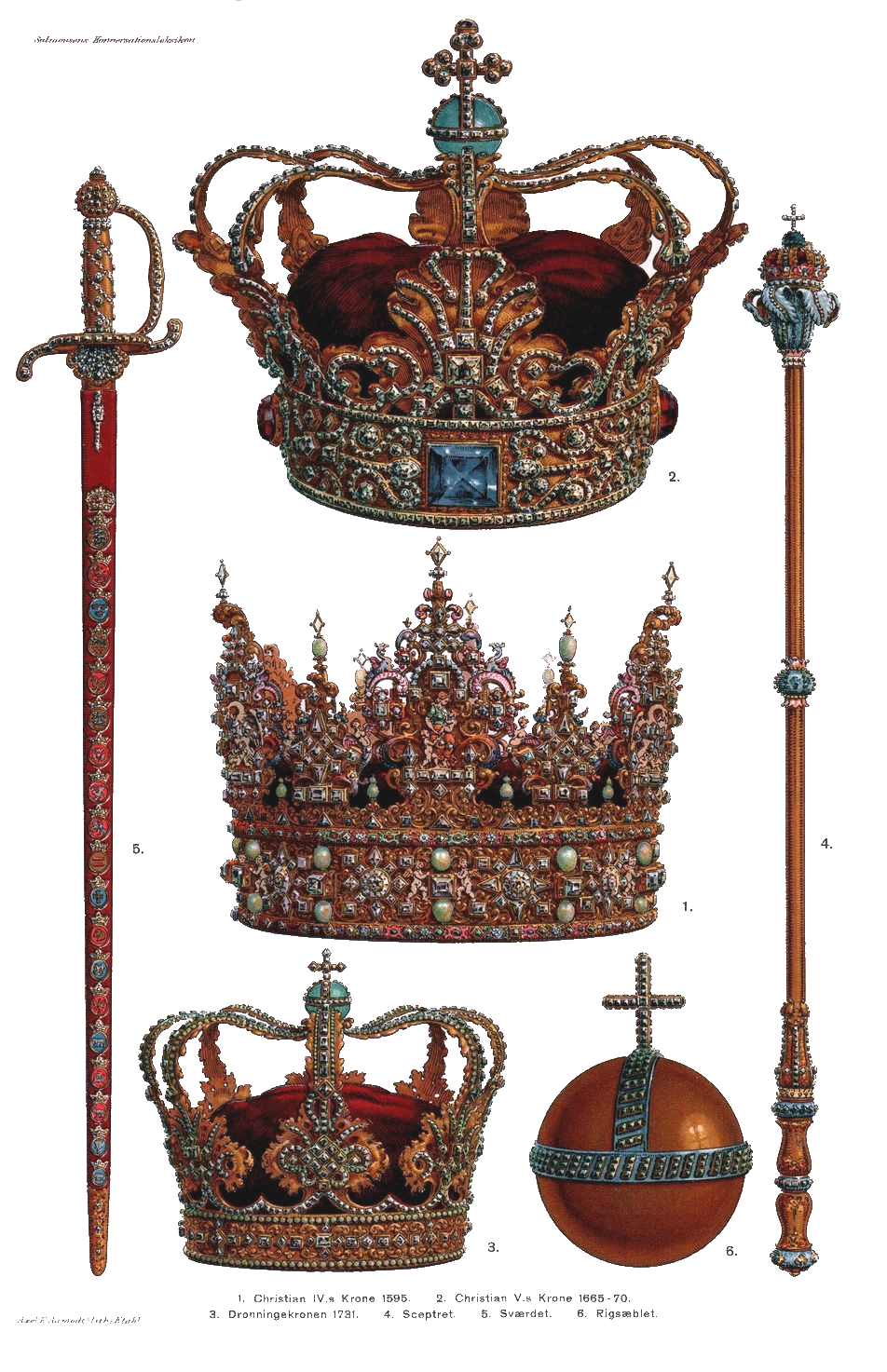
1. Корона Крістіана IV 1595. (центр) 2. Корона Крістіана V 1665–70. (верх) 3. Корона королеви 1731. (внизу) 4. Скіпетр. 5. Меч держави. 6. Держава.

Регалії данської корони — символи данської монархії. Вони складаються з трьох корон, скіпетра (символує верховну владу), держави (сфера, що символізує земне царство, увінчана хрестом), державного меча та ампули (символує помазання монархів). Королівські регалії Данії зберігаються в скарбниці замку Розенборг. Найстарішим із них є державний меч Крістіана III 1551 року. Вони також включають діамант короля Крістіана IV; розшиті перлами та золотом сідла; предмети, вирізані зі слонової кістки та гірського кришталю; гранільні вироби з дорогоцінного каміння та брошки у вигляді фантастичних тварин.
За часів виборних монархів під час церемонії коронації духовенство і знать поклали корону на голову короля. Після запровадження абсолютизму в 1660 році коронація короля була замінена помазанням, для якого король приходив до церкви в короні і був посвячений у своє покликання шляхом помазання олією. Для помазання Крістіана V була виготовлена нова корона разом із тронним кріслом Данії із зубів нарвала (імовірно, міфічного рогу єдинорога) і трьох срібних левів, останніх створив Фердинанд Кюбліх (1664—1687). Це було навіяно біблійним описом трону царя Соломона, який, як кажуть, складався з рогу єдинорога та золота та охоронявся дванадцятьма золотими левами.
З Конституцією 1849 року миропомазання було припинено, і відтоді регалії використовувалися лише з нагоди Castrum doloris («табір горя») померлого монарха, де корона кладеться на труну, інші регалії кладуться біля підніжжя скрині, і скриня, оточена трьома левами. Раніше левів також демонстрували в парламенті під час щорічної сесії відкриття, але ця традиція була припинена майже 100 років тому. Їх також виставляли перед престолом у тронній залі палацу Крістіансборг, коли данські королі влаштовували аудієнції в особливо офіційних випадках.
Клейноди корони стосуються чотирьох комплектів (parures) ювелірних виробів, які належали державі для чинної королеви і, принаймні до моменту її зречення, все ще носила Маргрете II як королева Данії.
Королівські регалії, які символізують повноваження монарха правити, включають корону короля Крістіана IV, яка є чудовим прикладом ренесансної гільдії, більш відому корону короля Крістіана V і меншу корону для дружини короля. У Королівській колекції є інші важливі предмети та клейноди, а також дорогоцінні молитовники та предмети, що належать до Ордена Слона та Ордена Даннеброг (наприклад, велика діамантова та перлина зірка Ордена Слона, яку носять на коронаційна мантія).

## Старі регалії
Термін «старі регалії» використовується для опису коронних регалій, які використовувалися до запровадження абсолютної монархії в 1660 році.

### Корона Крістіана IV

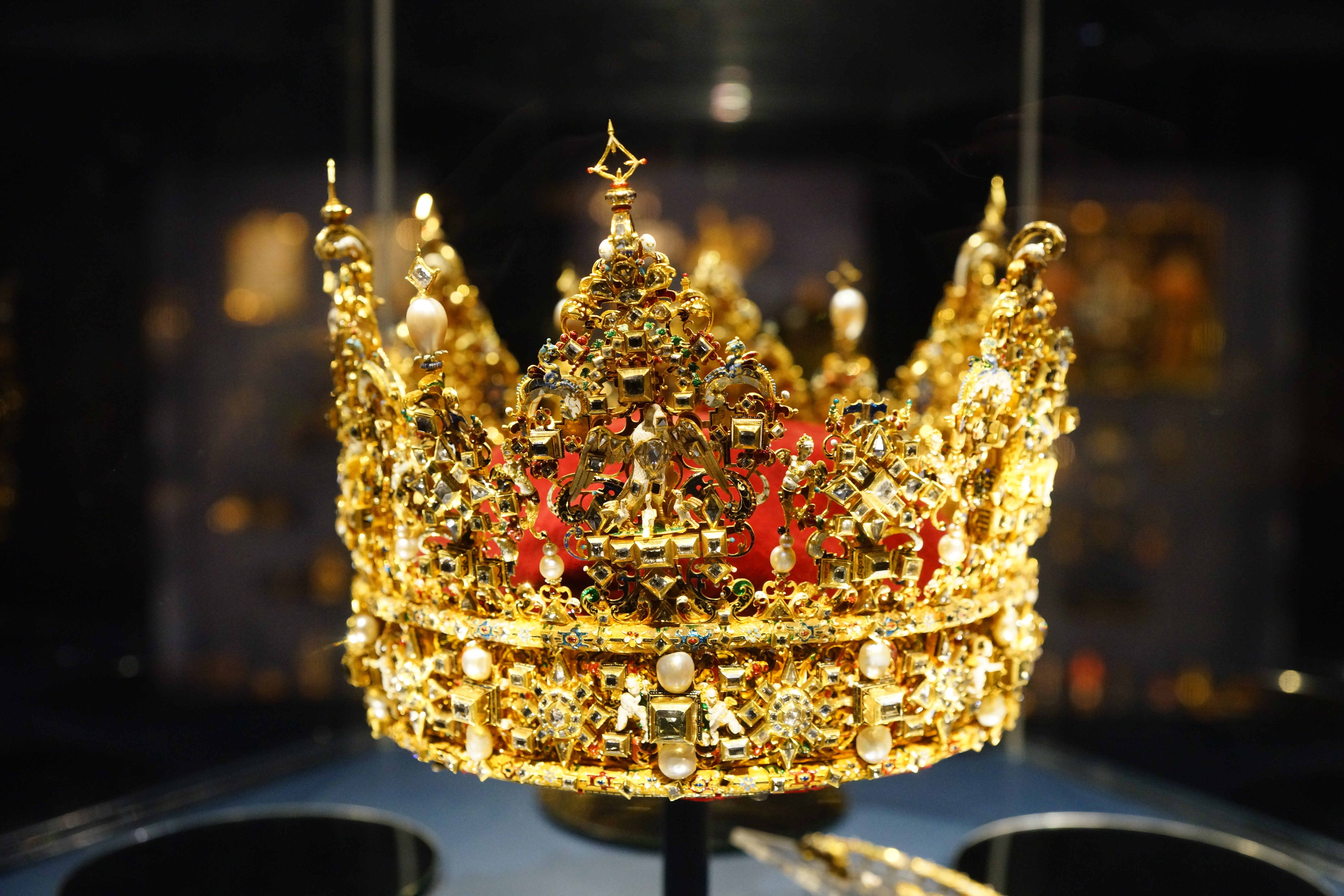
Корона короля Крістіана IV

Корона була виготовлена Діріхом Фірінгом (1580—1603) в Оденсе за підтримки нюрнберзького ювеліра Корвініана Саура протягом 1595—1596 років для коронації Крістіана IV. Вона виготовлена із золота, емалі, дорогоцінних каменів столового огранювання та перлів і важить 2895 г.
Коло прикрашене шістьма наборами діамантів огранювання «стіл» між двома великими круглими перлинами з емальованими путті з обох боків. Між кожним з цих наборів розташовані зіркоподібні орнаменти з трикутних і квадратних діамантів ограновування «стіл». На верхньому обідку кільця розташовано шість великих і шість малих арабескоподібних точок. У центрі кожної з більших точок є емальована алегорична фігура однієї з правлячих функцій і чеснот короля. Три краї над чолом короля та за кожним з його вух несуть «пелікан у її побожності». Праворуч від чола короля зображено Мужність верхи на леві, а ліворуч зображено Правосуддя у вигляді жінки, що тримає меч і пару терезів. Вістря над шиєю короля несе традиційне зображення Любові як матері, яка годує дитину. Зсередини ці точки прикрашені гербами різних регіонів королівства. Кожна шість менших точок має зіркоподібний дизайн із трикутними та квадратними настільними діамантами з великою грушоподібною перлиною у верхній частині.
Спочатку корона була відкрита, у 1648 році вона була закрита арками, монде та хрестом, але пізніше Крістіан V знову їх видалив, використавши діаманти та золото з них для виготовлення власної корони. Востаннє її використовували під час коронації Фредерік III у 1648 році.

### Державний меч Крістіана III
Державний меч Крістіана III був виготовлений у 1551 році Йоганном Зібе. Він зроблений із позолоченого срібла та прикрашений емаллю та дорогоцінним камінням столового огранювання. До запровадження абсолютної монархії меч був першою регалією, яку дарували королю.

### Нагородний меч Крістіана IV
Меч використовувався для нагород і має синю емальовану ручку, прикрашену діамантами.

## Нові регалії

### Корона Кристіана V

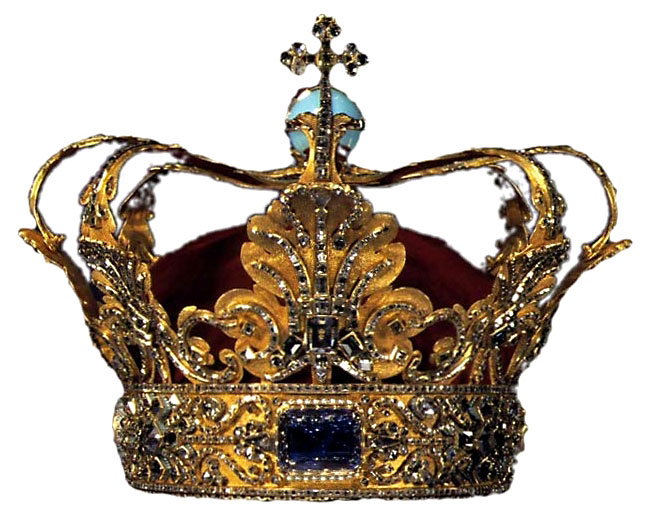
Корона Крістіана V

Ця корона є офіційною короною, яка використовувалася для помазання абсолютних монархів Данії до кінця абсолютизму в 1849 році. Перший абсолютний монарх Данії Фредерік III хотів, щоб його син і спадкоємець, пізніший Крістіан V, володів видимими символами влади в момент, коли він сам помре, а його син успадковує титул. Тому він таємно замовив кілька коронних регалій, включаючи корону, щоб оточити помазання абсолютних монархів якомога більшою славою.
Вперше корона була використана для коронації Крістіана V і востаннє для коронації Крістіана VIII у 1840 році. Сьогодні корона використовується як символ монархії та держави. Його єдине церемоніальне використання — це коли він поміщається на Castrum doloris померлого монарха.
Корона є видимим знаком королівської влади і була виготовлена королівським ювеліром Полом Курцем у Копенгагені в 1670—1671 роках. Як корона першого абсолютного монарха, вона була зроблена як закрита корона, щоб виглядати інакше, ніж відкриті корони обраних королів, можливо, натхненна імператорською короною Карла Великого.
Кільце корони розділене на чотири частини двома великими сапфірами, плоским, який можна простежити до Фредеріка I на чолі власника (імовірно подарунок його батькові, Крістіану I, від Галеаццо Марії Сфорца, герцога Мілан у 1474 р.) і товстіший на потилиці, шпінель з одного боку та гранат з іншого. Чотири вигнуті сегменти кільця між цими каменями прикрашені волютами з діамантів діамантової огранки.
По верхньому краю кільця вісім листків аканта, чотири більших і чотири менших. Ці листя аканта прикрашені ребрами, всипаними діамантами. Передній лист аканта прикрашений великим діамантом столової огранки, позаду якого видно королівську кіфару Крістіана V. До тильної сторони кожного з цих листків аканта гвинтами прикріплені вузькі, всипані діамантами напівдуги, які сходяться у верхній частині корони, щоб підтримувати блакитно-емальовану сферу (monde), прикрашену діамантами та з усипаним діамантами хрестом на вершині. На вершині цього хреста кабошон рубін. Вага корони 2080 г.

### Корона королеви
Королева-консорт Шарлотта Амалія Гессен-Кассельська не була коронована і не носила корону, тому що вона належала до Реформованої церкви і, отже, не була членом Данської церкви, або тому, що вважалося непотрібним коронувати королеву, оскільки вона мала право носити будь-які регалії через шлюб з королем.
Проте всі наступні королеви-консорти абсолютних монархів були короновані. Луїза Мекленбург-Гюстровська, дружина короля Фредеріка IV, була коронована короною королеви, виготовленою для неї, яка також була використана Фредеріком IV для коронації її наступниці Анни Софії Ревентлов. Однак Софія Магдалина Бранденбург-Кульмбахська, дружина короля Кристіана VI, не захотіла використовувати корону, яку носив її попередник, і виготовила нову корону королівському ювеліру Фредеріку Фабріціусу (1683—1755) у 1731 році. Ця корона зроблена як у Кристіана V, але тільки вища і стрункіша. Він прикрашений діамантами столового огранювання, які, як припускають, походять з корони королеви Софії Амалії 1648 року.

### Скіпетр
Скіпетр був виготовлений невідомим копенгагенським ювеліром для коронації Фредеріка III у 1648 році. Він виготовлений із золота і закінчується подовженою емальованою головкою внизу, прикрашеною ребрами з діамантами та емальованою лілією вгорі з королівською короною над нею.

### Держава

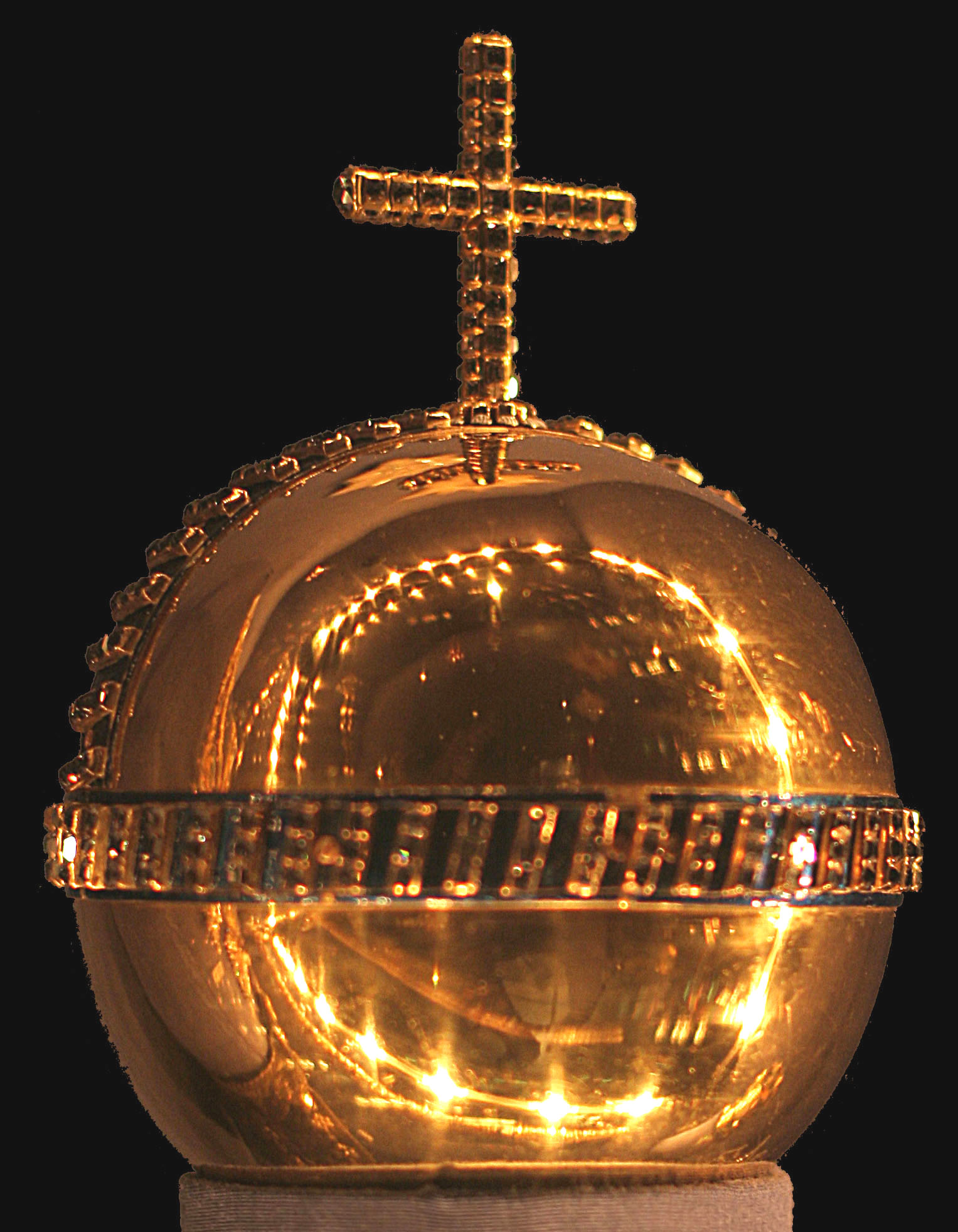
Данська держава

Globus cruciger — це золота куля, прикрашена смугою емалі та діамантів. Зверху — півколо з емалі та діамантів. Вона увінчана хрестом, усипаним діамантами. Хрест символізує панування Христа над світом. Його виготовили в Гамбурзі до коронації Фрідріха III у 1648 році.

### Державний меч
Державний меч символізує захищаючу, караючу та судячу владу короля. Спочатку меч був весільним подарунком від Крістіана IV до весілля Фрідріха III у 1643 році. Його використовували для помазання всіх абсолютних монархів і, ймовірно, також для коронації Фредеріка III.
Його хрестовина і рукоятка прикрашені дорогоцінним камінням. Піхви мають оздоблений діамантами шапе, покриті червоним оксамитом і прикрашені гербами різних частин королівства. Над кожним гербом маленька корона, усипана діамантами.

### Ампула
Ампула, яка використовувалася для миропомазання, являє собою золотий циліндр і його кришку, емальовану різноманітними квітами та всипану діамантами столового огранювання, виготовлену невідомим копенгагенським ювеліром для коронації Фредеріка III у 1648 році.